# 토이즈
《토이즈》(Toys)는 미국에서 제작된 베리 레빈슨 감독의 1992년 코미디, 드라마, 가족, 판타지 영화이다. 로빈 윌리엄스 등이 주연으로 출연하였고 마크 존슨 등이 제작에 참여하였다.
미국에서는 1992년 12월 개봉되었고, 1993년 3월에는 영국, 4월에는 오스트레일리아에서 개봉되었으며, 레빈슨의 볼티모어 픽처스가 제작하고 20세기 폭스가 배급하였다. "토이즈"(장난감)라는 이름에도 불구하고 이 영화의 등급은 일부 언어와 민감한 표현으로 인해 PG-13을 받았다.

## 줄거리
아이다호주 모스코에 위치한 제보 토이즈의 괴짜 사장 케네스 제보는 말기 질환에 직면한다. 그는 공장에서 견습 중인 기발한 장난감 제작자인 아들 레슬리를 제치고, 인연을 끊고 지내던 동생인 미 육군 중장 릴랜드 제보를 후계자로 지명한다. 케네스는 레슬리의 천진난만한 성격이 그의 재능에도 불구하고 회사를 위험에 빠뜨릴 것이라고 생각한다. 레슬리의 성숙을 돕기 위해 케네스는 그웬 타일러를 고용하여 둘 사이에 관계가 형성되기를 바란다.
케네스 사망 후, 릴랜드는 마지못해 회사를 인수하지만, 공장 운영은 레슬리와 그의 여동생 알사티아에게 위임한다. 하지만 기업 스파이 활동 가능성을 알게 되자 릴랜드의 군사적 본능이 드러난다. 그는 비밀 작전 전문가인 아들 패트릭을 고용하여 보안을 전면 개편한다. 전쟁 기계에서 영감을 받은 릴랜드는 군사용 장난감 제조를 제안하지만, 레슬리는 케네스의 평화주의적 윤리가 회사 정책이라고 주장하며 반대한다. 한편, 레슬리와 그웬은 데이트를 시작한다.
릴랜드는 몰래 공장 한 부분을 미니어처 원격 조종 전쟁 기계 개발을 위해 개조하며, 레슬리에게는 실험용 장난감이라고 속인다. 군대에서 그의 시제품을 거절하자 릴랜드는 정신이 나가 생산을 확대하고 시설을 군사화하며 알사티아를 포함한 직원들을 해고한다. 의심을 품은 레슬리와 알사티아는 제한 구역에 침투하여 아이들이 아케이드 스타일 콘솔을 통해 전쟁 드론을 조종하는 것을 발견한다. 그들은 수륙 양용 드론인 "시 스와인"을 간신히 피하고 그웬과 오웬(케네스의 전 조수)에게 알린다.
릴랜드가 어머니의 죽음에 대해 거짓말을 했다는 사실을 알게 된 패트릭은 레슬리 편으로 돌아선다. 일행은 "토미 탱크"와 "헐리벌리 헬리콥터"를 포함한 릴랜드의 치명적인 장난감을 피하며 공장에 침투한다. 레슬리는 저장고에 있던 빈티지 제보 장난감들을 모아 혼란스러운 대결에서 릴랜드의 군대에 맞서 싸운다. 충돌 중에 릴랜드의 헬리콥터가 오발하여 그의 제어판을 파괴하고 그의 기계들을 비활성화시킨다.
결정적인 사실이 드러난다: 알사티아는 케네스가 어머니 사망 후 레슬리의 동반자가 되도록 만든 고급 로봇이다. 그녀는 시 스와인에 맞서 방어하다 손상되지만 나중에 수리된다. 자신의 드론에 공격당한 릴랜드는 병원에 입원한다. 레슬리는 그웬과 함께 회사의 유쾌한 정신을 회복시키며 리더십을 맡고, 패트릭은 새로운 임무를 위해 떠난다. 영화는 케네스의 기념비에서 그의 유산을 기리는 것으로 끝난다.

## 출연

### 주연
- 로빈 윌리엄스
- 마이클 갬본
- 조안 쿠삭
- 로빈 라이트
- LL 쿨 J

### 조연
- 도널드 오코너
- 아서 말레
- 잭 워든
- 데비 마자르
- 웬디 멜보인
- 줄리오 오스카 메초소

## 기타
- 공동제작: 피터 지울리아노
- 공동제작: 찰스 뉴어스
- 미술: 페르디난도 스카피오티
- 의상: 알버트 울스키

## 한국판 성우진(MBC)
- 박일 - 레슬리 (로빈 윌리엄스)
- 김현직 - 릴랜드 (마이클 갬본)
- 박영희 - 알세이셔 (조앤 쿠삭)
- 윤소라 - 그웬 (로빈 라이트)
- 이우신 - 패트릭 (LL 쿨 J)
- 황일청
- 김용식
- 김태훈
- 김강산
- 우정신
- 이승현
- 조예신
- 박조호
- 변종필
- 안종덕
- 유은숙